# Jason Novak
Jason Novak – amerykański muzyk, wokalista, gitarzysta i producent muzyczny.
W 1988, podczas gdy on i jego brat uczęszczali na DePaul University, Jason i jego brat Ethan Novak zapoczątkowali rock industrialny projekt  Acumen Nation. Jason później także przysłużył się jako producent i muzyk dla elektronicznego duetu DJ? Acucrack, bocznym projektem Acumen Nation.